# Bobby Davison
Robert "Bobby" Davison, född 17 juli 1959 i South Shields, England, är en före detta engelsk professionell fotbollsspelare och manager. Han spelade 453 ligamatcher och gjorde 170 mål som forward i bland annat Derby County och Leeds United under en spelarkarriär i åtta olika klubbar som sträckte sig 15 år mellan 1980 och 1995. Efter karriären som spelare fortsatte han som manager för bland andra Ferencváros.